# 西班牙福克 (犹他州)
西班牙福克（英語：Spanish Fork）是美国犹他州犹他县的一座城市。